# 413033 Aerts
413033 Aerts este o planetă minoră (asteroid) din centura de asteroizi. A fost descoperită pe 4 decembrie 2000 la Observatorul Regal al Belgiei⁠(d) de Thierry Pauwels⁠(d). 
Obiectul prezintă o orbită caracterizată de o semiaxă mare de 2,3253365284941 UAi, o excentricitate de 0,19180646478834, o înclinație de 6,7799860450481 ° în raport cu ecliptica.